# Менештіур
Менештіур (рум. Mănăștiur) — село у повіті Тіміш в Румунії. Входить до складу комуни Менештіур.
Село розташоване на відстані 352 км на північний захід від Бухареста, 65 км на схід від Тімішоари.

## Населення
За даними перепису населення 2002 року у селі проживали 1224 особи.
Національний склад населення села:
| Національність | Кількість осіб | Відсоток |
| -------------- | -------------- | -------- |
| румуни         | 1054           | 86,1%    |
| угорці         | 104            | 8,5%     |
| цигани         | 52             | 4,2%     |
| українці       | 11             | 0,9%     |

Рідною мовою назвали:
| Мова       | Кількість осіб | Відсоток |
| ---------- | -------------- | -------- |
| румунська  | 1061           | 86,7%    |
| угорська   | 104            | 8,5%     |
| циганська  | 48             | 3,9%     |
| українська | 8              | 0,7%     |